# Enischnispa daemonoropa
Enischnispa daemonoropa es una especie de insecto coleóptero de la familia Chrysomelidae.
Fue descrita científicamente en 1963 por Judson Linsley Gressitt.